# NGC 7505
NGC 7505 est une galaxie spirale (lenticulaire ?) située dans la constellation de Pégase. Sa vitesse par rapport au fond diffus cosmologique est de 6 456 ± 26 km/s, ce qui correspond à une distance de Hubble de 95,2 ± 6,7 Mpc (∼311 millions d'al). NGC 7505 a été découverte par l'astronome allemand Lewis Swift en 1886.
NGC 7505 présente une large raie HI.